# Mesochorus takizawai
Mesochorus takizawai là một loài tò vò trong họ Ichneumonidae.